# Amphibologyne mexicana
Amphibologyne mexicana är en strävbladig växtart som först beskrevs av Carl Friedrich Philipp von Martius och Gal., och fick sitt nu gällande namn av A. Brand. Amphibologyne mexicana ingår i släktet Amphibologyne och familjen strävbladiga växter. Inga underarter finns listade i Catalogue of Life.